# Mêda
Mêda este un oraș în Districtul Guarda, Portugalia.